# Island vid världsmästerskapen i simsport 2022
Island tävlade vid världsmästerskapen i simsport 2022 i Budapest i Ungern mellan den 17 juni och 3 juli 2022. Island hade en trupp på två idrottare.

## Simning
| Idrottare                | Gren                         | Heat    | Heat      | Semifinal        | Semifinal        | Final            | Final            |
| Idrottare                | Gren                         | Tid     | Placering | Tid              | Placering        | Tid              | Placering        |
| ------------------------ | ---------------------------- | ------- | --------- | ---------------- | ---------------- | ---------------- | ---------------- |
| Snæfríður Jórunnardóttir | Damernas 100 meter frisim    | 56,31   | 26        | Gick inte vidare | Gick inte vidare | Gick inte vidare | Gick inte vidare |
| Snæfríður Jórunnardóttir | Damernas 200 meter frisim    | 2.00,61 | 20        | Gick inte vidare | Gick inte vidare | Gick inte vidare | Gick inte vidare |
| Anton McKee              | Herrarnas 100 meter bröstsim | 1.00,80 | 17        | Gick inte vidare | Gick inte vidare | Gick inte vidare | Gick inte vidare |
| Anton McKee              | Herrarnas 200 meter bröstsim | 2.09,69 | 5 0Q0     | 2.08,74          | 2 0Q0            | 2.09,37          | 6                |